# Österreichischer Filmpreis 2015

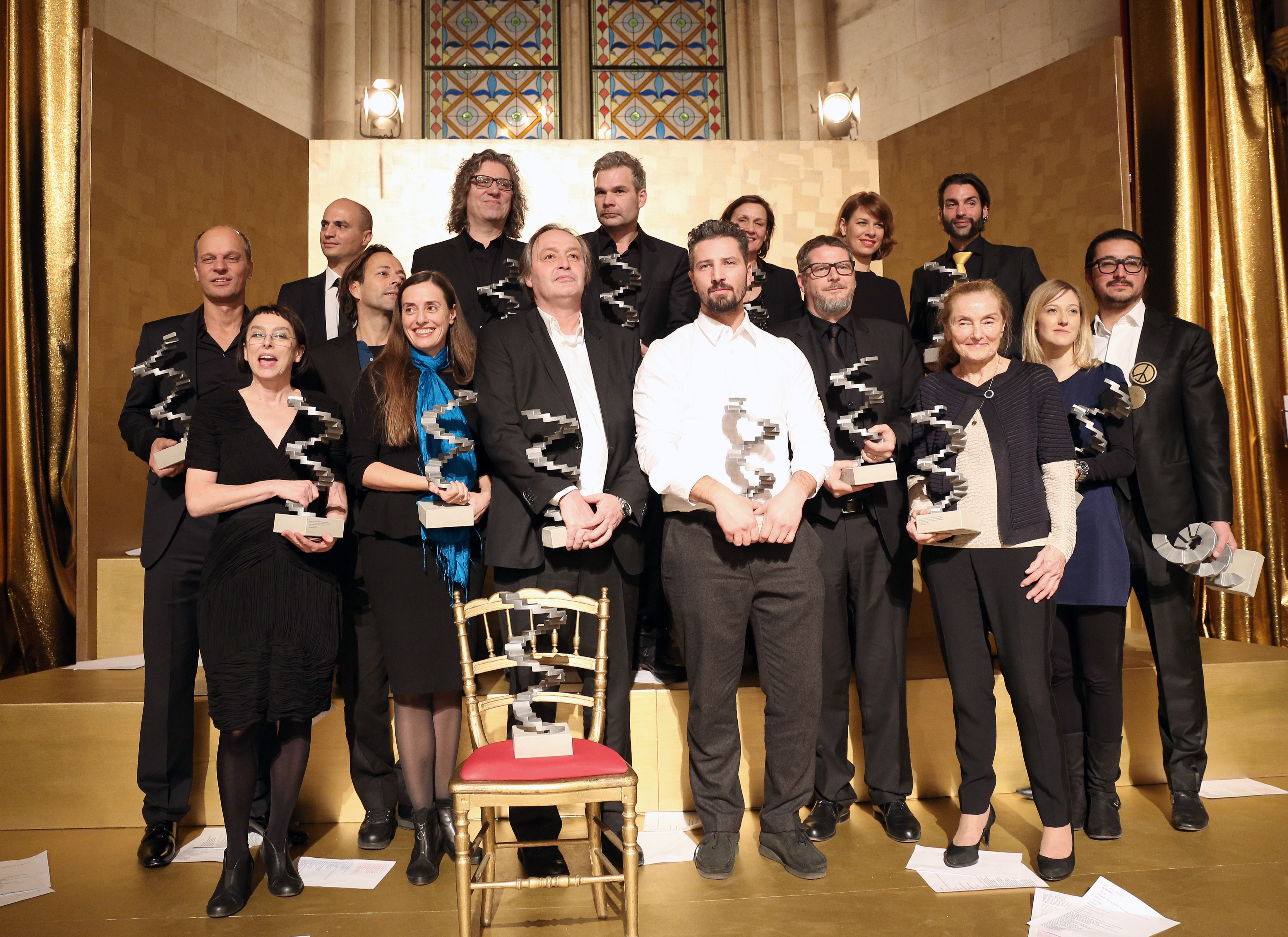
Preisträger des Österreichischen Filmpreises 2015

Die Vergabe der Österreichischen Filmpreise 2015 durch die Akademie des Österreichischen Films fand am 28. Jänner statt. Als Favorit ging der Heimatwestern Das finstere Tal von Andreas Prochaska mit zehn Nominierungen ins Rennen, gefolgt von Jessica Hausners Liebesdrama Amour Fou, das auf Preise in acht Kategorien hoffen durfte.
Das finstere Tal wurde in insgesamt acht Kategorien ausgezeichnet (Spielfilm, Regie, Kamera, Kostümbild, Maske, Musik, Szenenbild und Tongestaltung).

## Veranstaltung

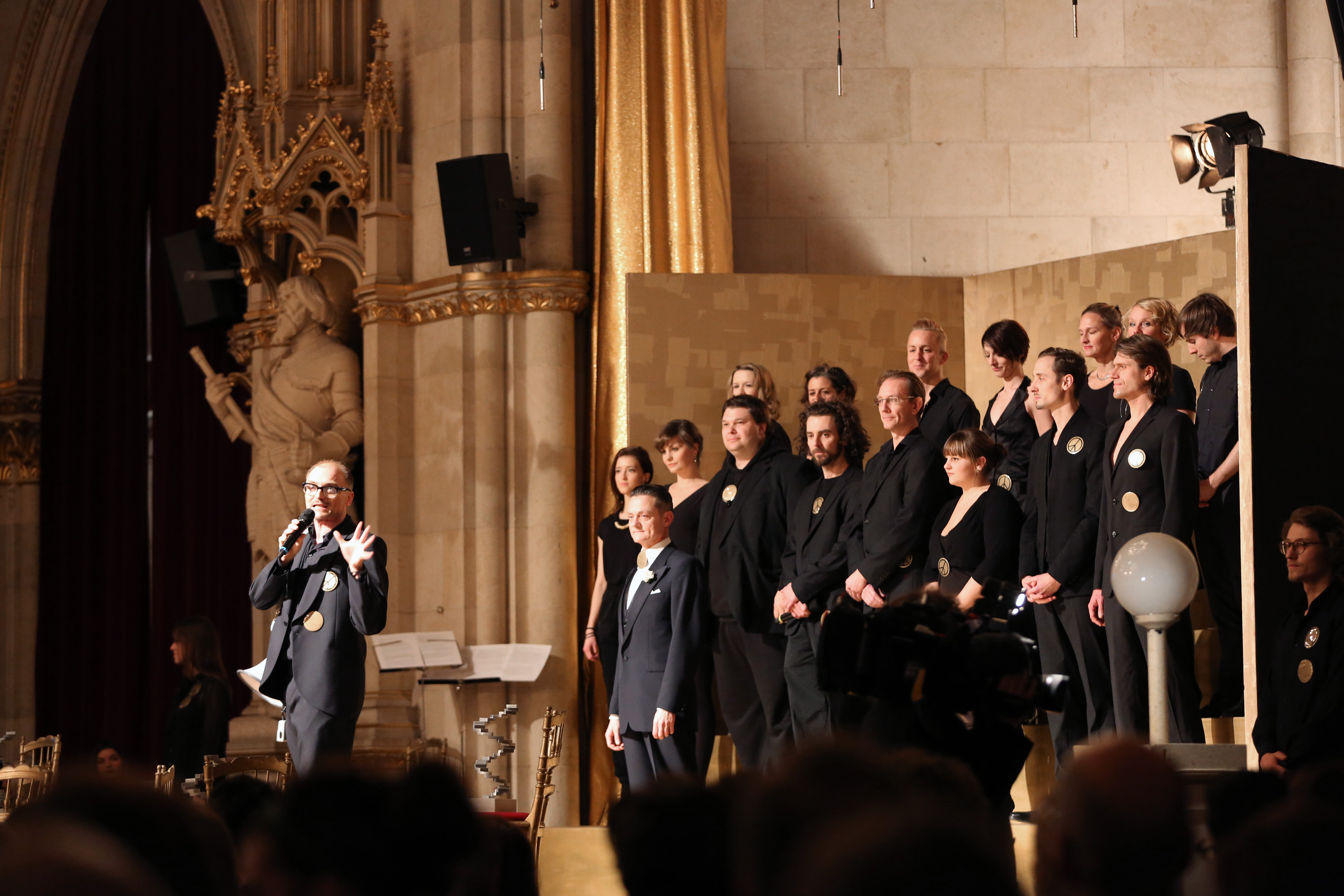
Markus Schleinzer und der Chor der Akademie des Österreichischen Films

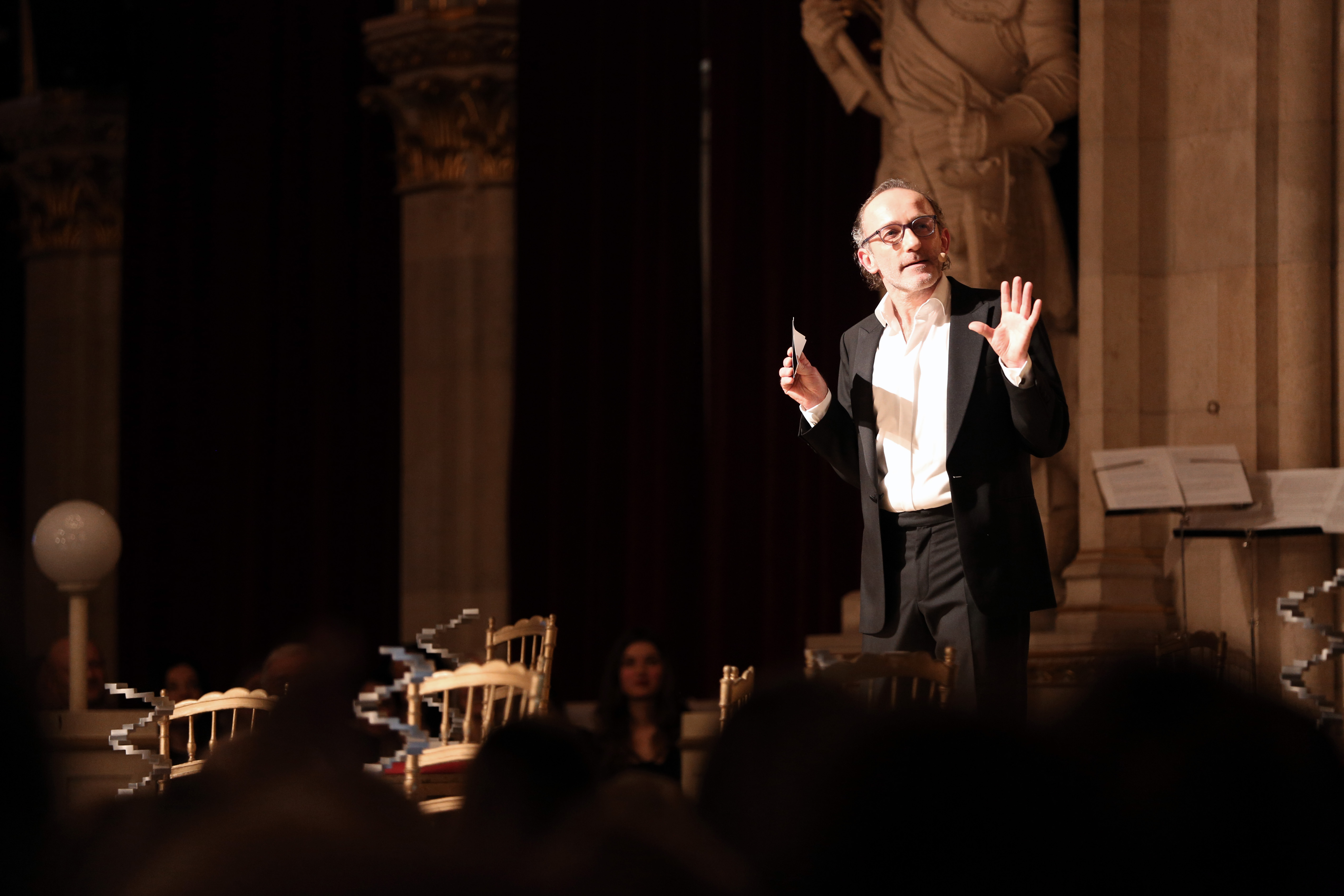
Karl Markovics

Nach 2013 fand die Preisverleihung zum zweiten Mal im Festsaal des Rathauses in Wien statt. Moderiert wurde die Verleihung erneut von Karl Markovics, Regie führte Markus Schleinzer, die Ausstattung gestaltete Katharina Wöppermann und die Lichtgestaltung wurde von Thomas Benesch konzipiert. Die eröffnenden Reden kamen, in Vertretung für Akademie-Präsidentin Ursula Strauss und -Präsidenten Stefan Ruzowitzky, von Monika Willi und Martin Gschlacht, das „Gastkommentar“ zur Mitte des Abends von Isolde Charim. Wie in den Vorjahren erhielten die Preisträger von Valie Export in Form einer aufsteigenden stufenförmigen Spirale gestaltete Trophäen.
Gedacht wurde im Rahmen des Abends den beiden im Vorjahr verstorbenen Filmemachern Michael Glawogger (nominiert für den Österreichischen Filmpreis 2012 mit Whores’ Glory) und Florian Flicker (Preisträger 2013 mit Grenzgänger). Ein Geburtstagsständchen der Anwesenden gab es für Erni Mangold, die zwei Tage zuvor ihren 88. Geburtstag feierte.
Medienpartner der Akademie des Österreichischen Films war aus Anlass der Vergabe des Filmpreises abermals der Österreichische Rundfunk, der auf ORF eins, ORF 2 und ORF III schwerpunktmäßig Filme aus österreichischer Produktion sendete, darunter Florian Flickers Grenzgänger, Paul-Julien Roberts Meine keine Familie, Marvin Krens Blutgletscher, Harald Sicheritz’ Bad Fucking, Ulrich Seidls Paradies: Glaube, Julian Pölslers Die Wand und die vier nominierten Kurzfilme. Daneben gab es einen Schwerpunkt in der Sendung Kulturmontag und am Abend der Preisverleihung Achtung! Sondersendung zum österreichischen Film.
Der 2014 erstmals organisierte „Abend der Nominierten“ am Vorabend der Preisverleihung, zu dem die Nominierten sowie Akademiemitglieder und Journalisten im kleineren Kreis eingeladen waren, fand in diesem Jahr in der Theaterwerkstatt des Landestheaters Niederösterreich in St. Pölten statt.

## Preisträger und Nominierte

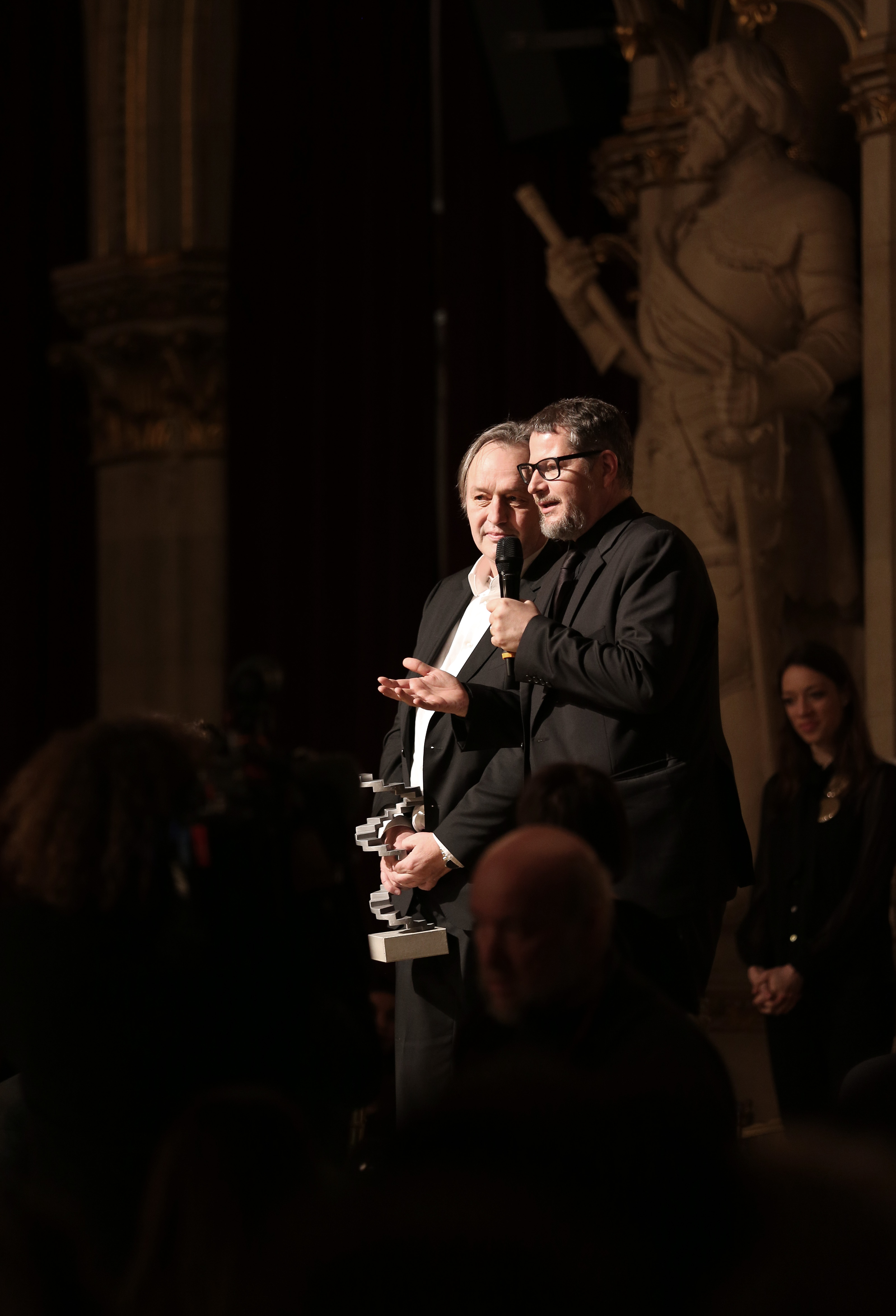
Helmut Grasser und Andreas Prochaska

### Bester Spielfilm
- Das finstere Tal – P.: Helmut Grasser, Stefan Arndt, Andreas Prochaska
  - Amour Fou – P.: Martin Gschlacht, Antonin Svoboda, Bruno Wagner, Bady Minck, Philippe Bober, Alexander Dumreicher-Ivanceanu
  - Macondo – P.: Oliver Neumann, Sabine Moser

### Bester Dokumentarfilm
- We Come As Friends – P.: Hubert Sauper, Gabriele Kranzelbinder
  - Das große Museum – P.: Johannes Rosenberger
  - Und in der Mitte, da sind wir – P.: Gabriele Kranzelbinder

### Bester Kurzfilm
- Rote Flecken – Magdalena Lauritsch
  - Das Begräbnis des Harald Kramer – Marc Schlegel
  - MeTube: August sings Carmen ’Habanera’ – Daniel Moshel
  - Requiem for a Robot – Christoph Rainer

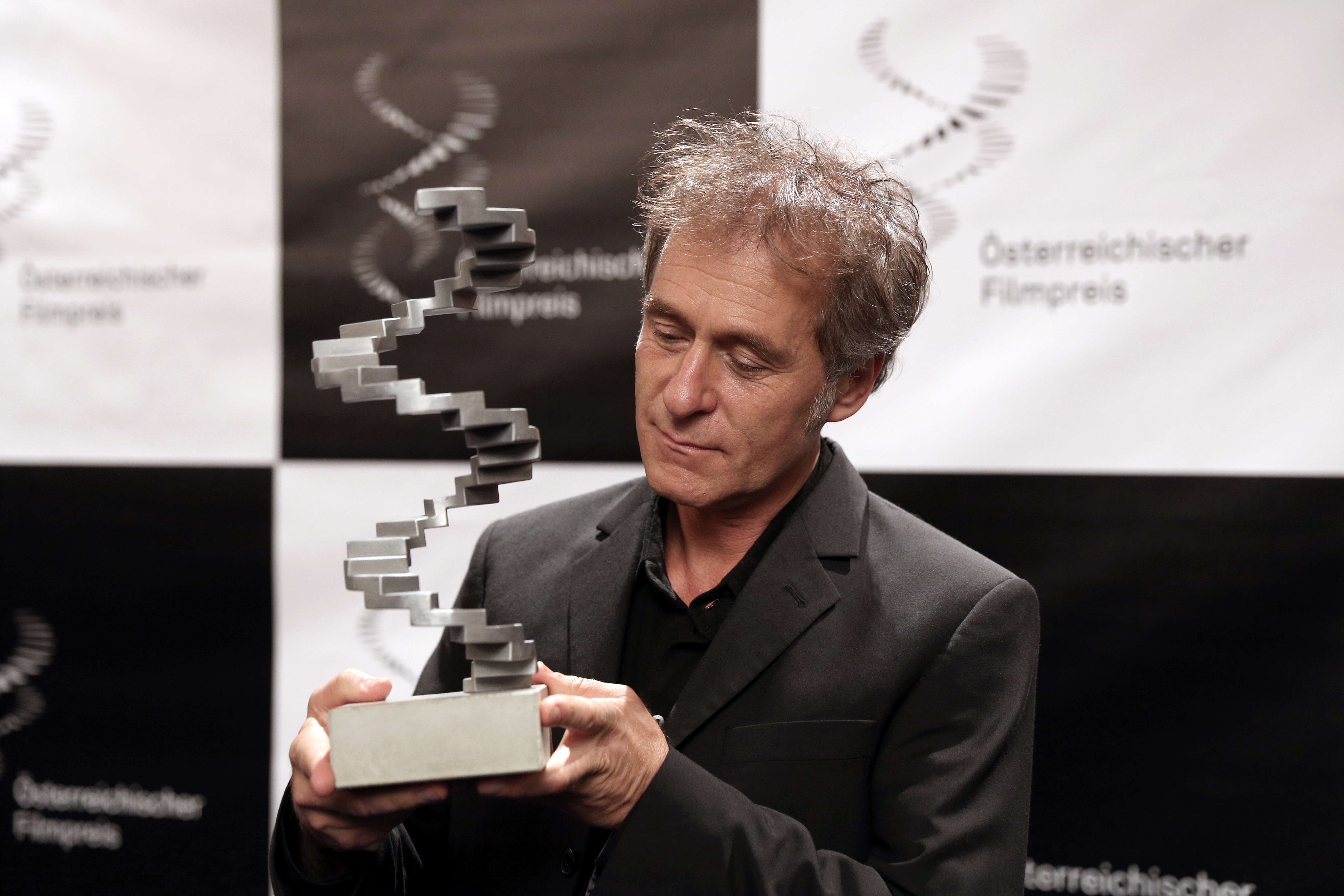
Hubert Sauper
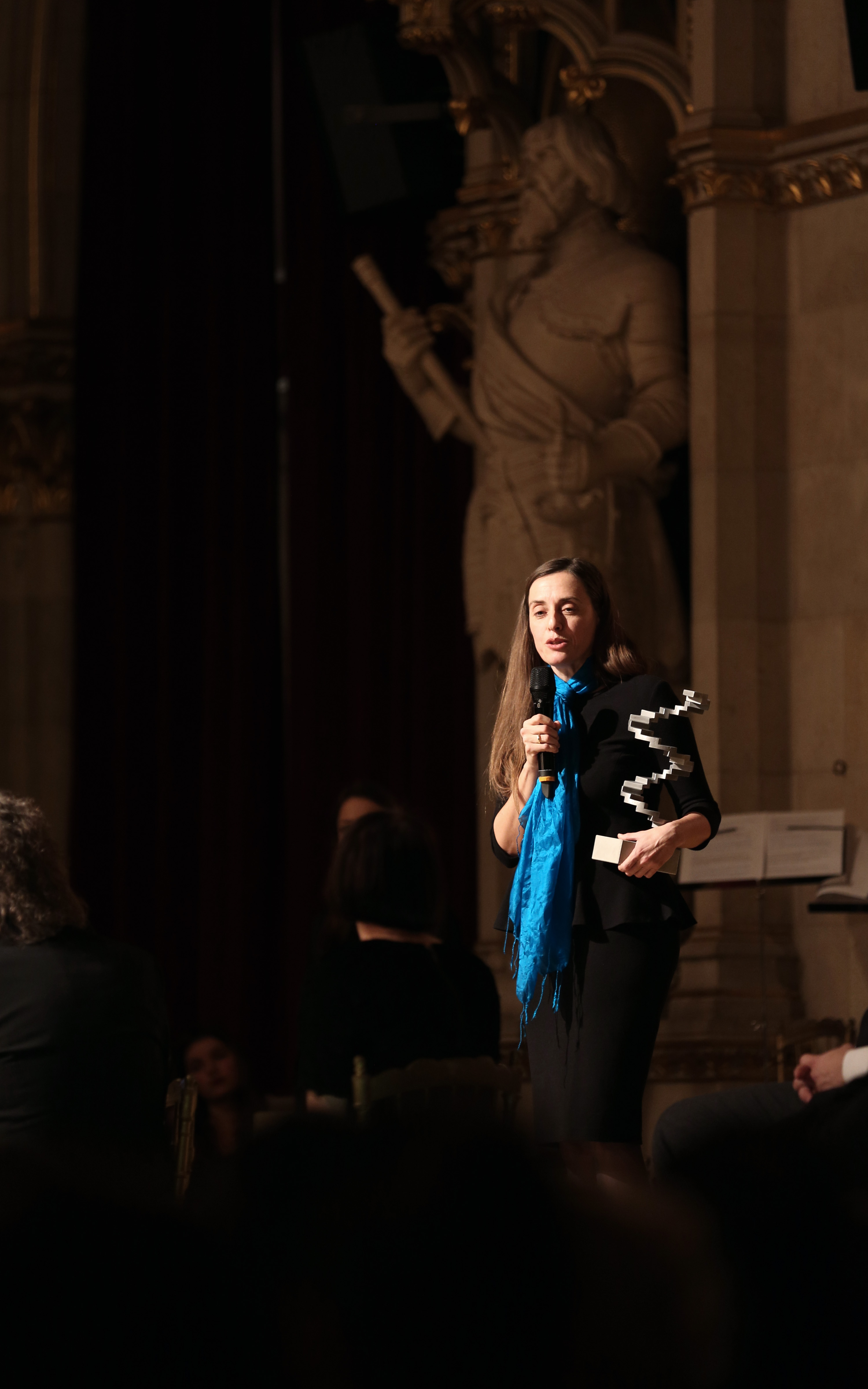
Gabriele Kranzelbinder
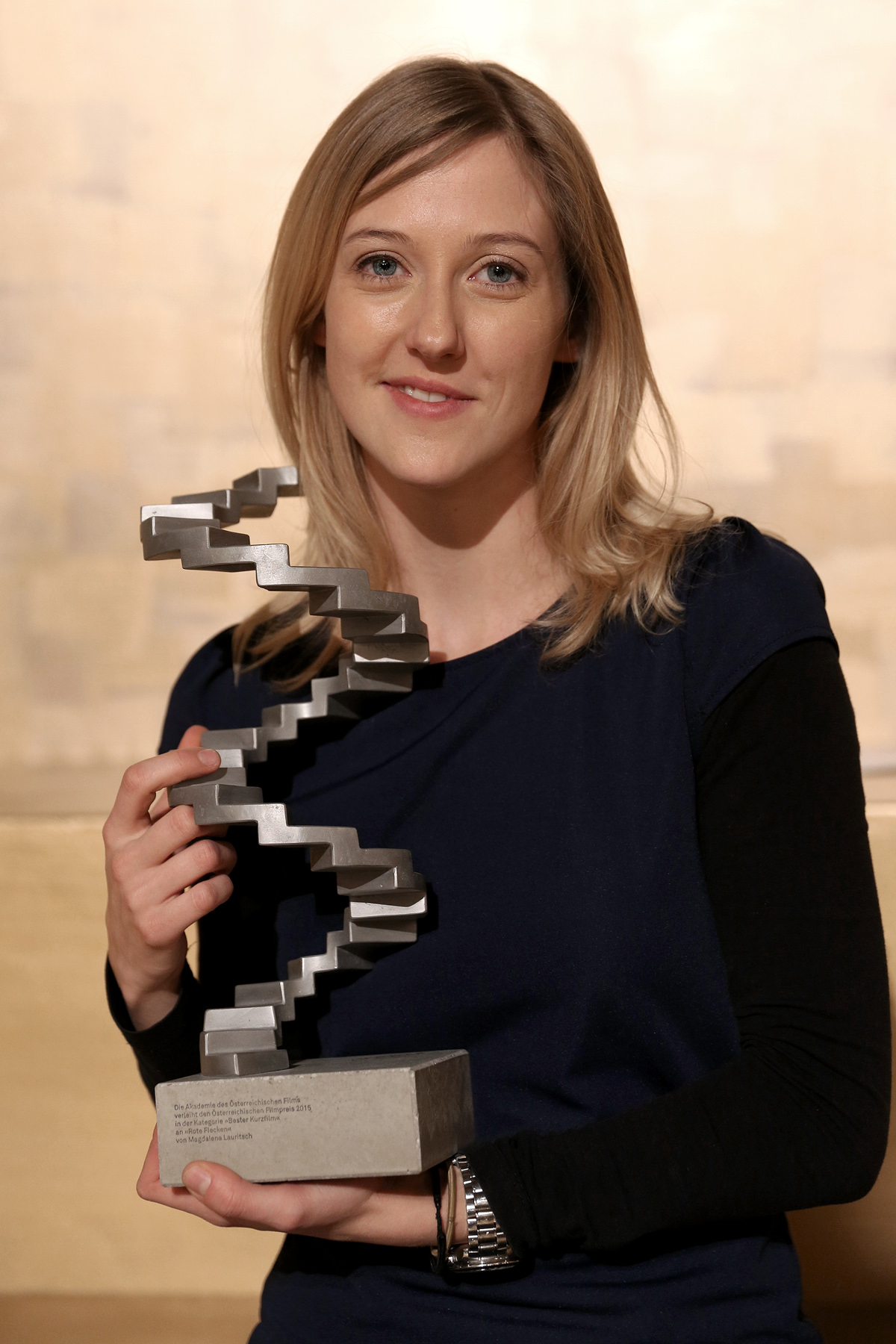
Magdalena Lauritsch

### Beste weibliche Darstellerin

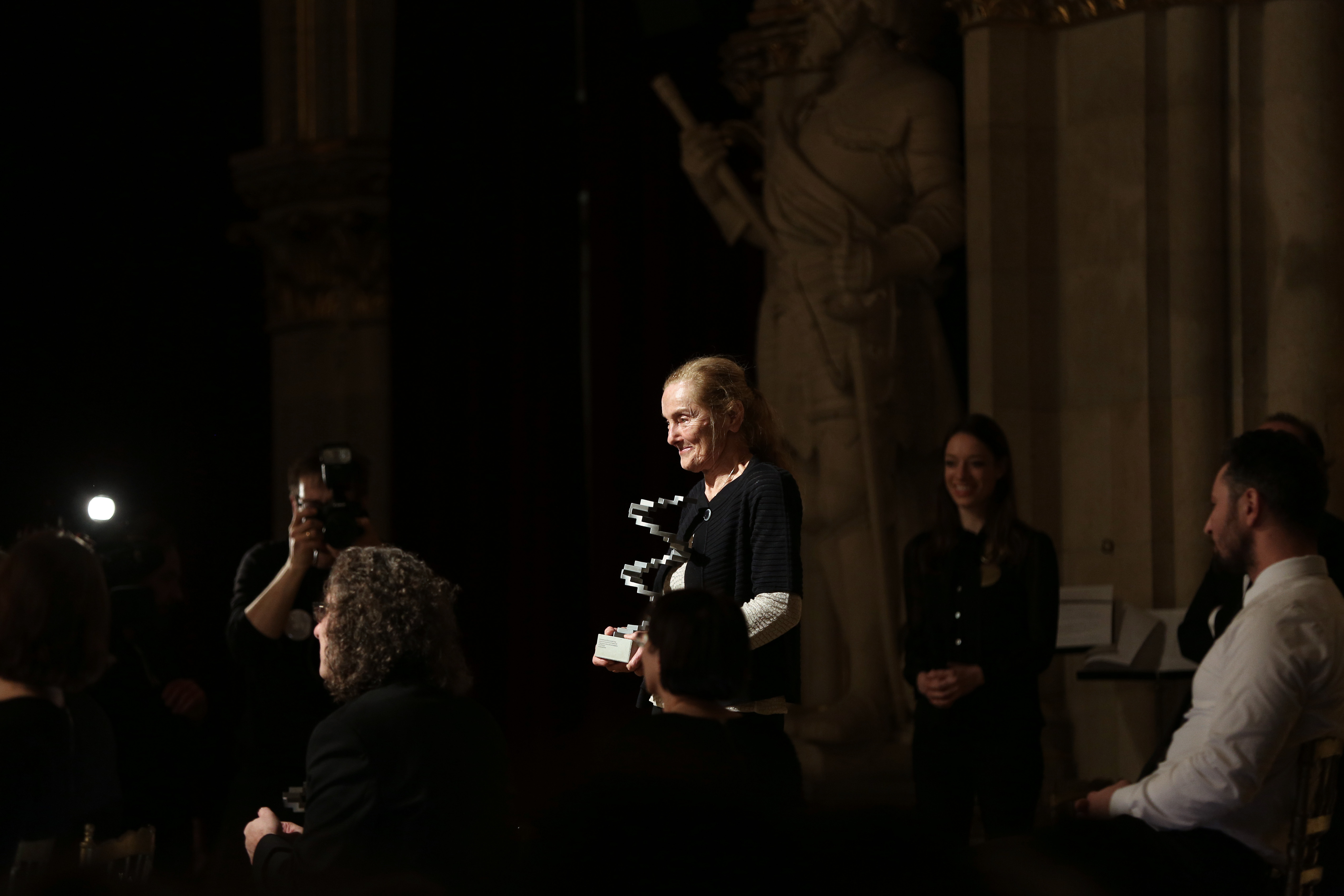
Erni Mangold

- Erni Mangold – Der letzte Tanz
  - Paula Beer – Das finstere Tal
  - Birte Schnöink – Amour Fou

### Bester männlicher Darsteller
- Murathan Muslu – Risse im Beton

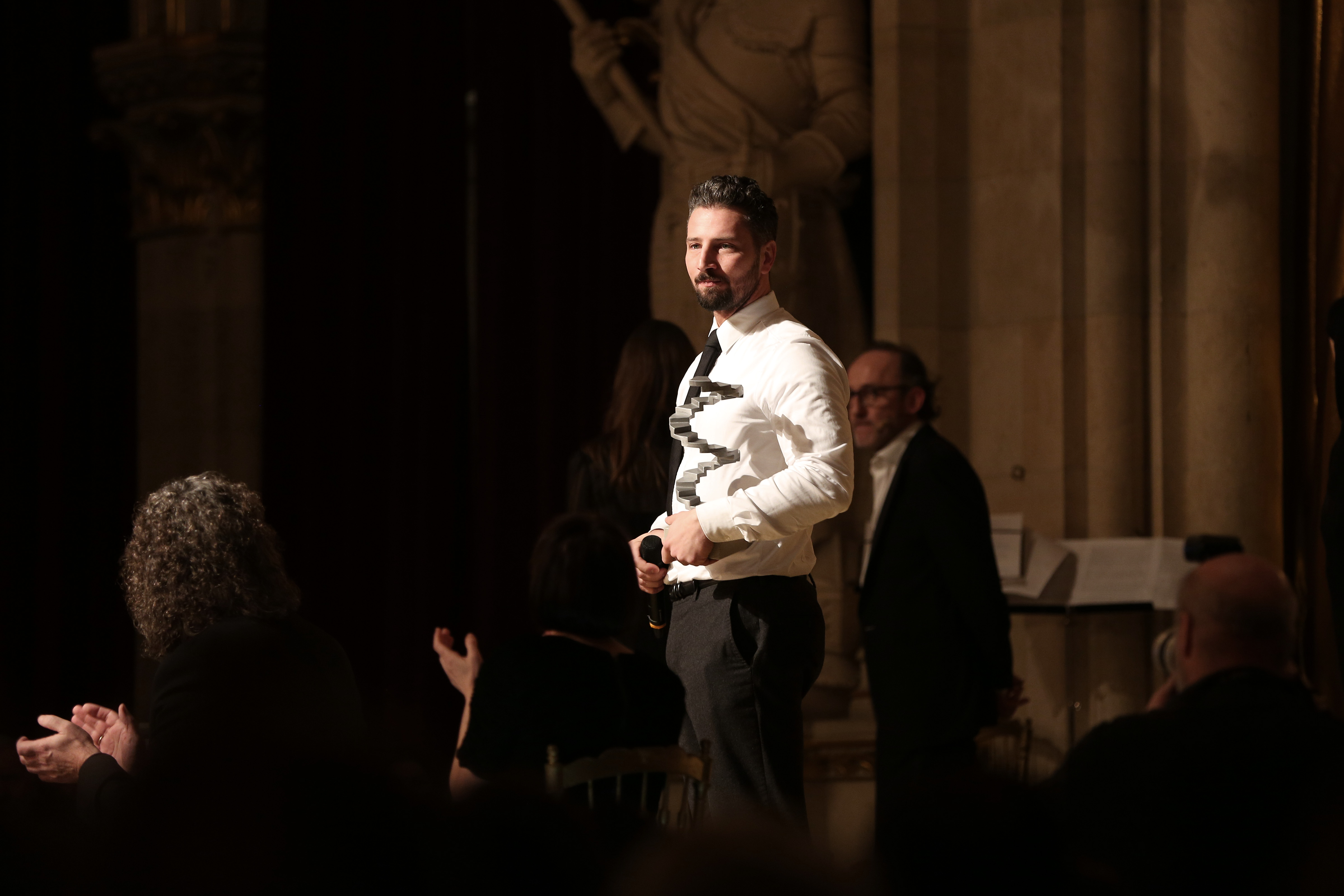
Murathan Muslu

  - Tobias Moretti – Das finstere Tal
  - Daniel Sträßer – Der letzte Tanz

### Beste Regie
- Andreas Prochaska – Das finstere Tal
  - Jessica Hausner – Amour Fou
  - Sudabeh Mortezai – Macondo

### Bestes Drehbuch
- Jessica Hausner – Amour Fou
  - Johanna Moder – High Performance – Mandarinen lügen nicht
  - Sudabeh Mortezai – Macondo

### Beste Kamera

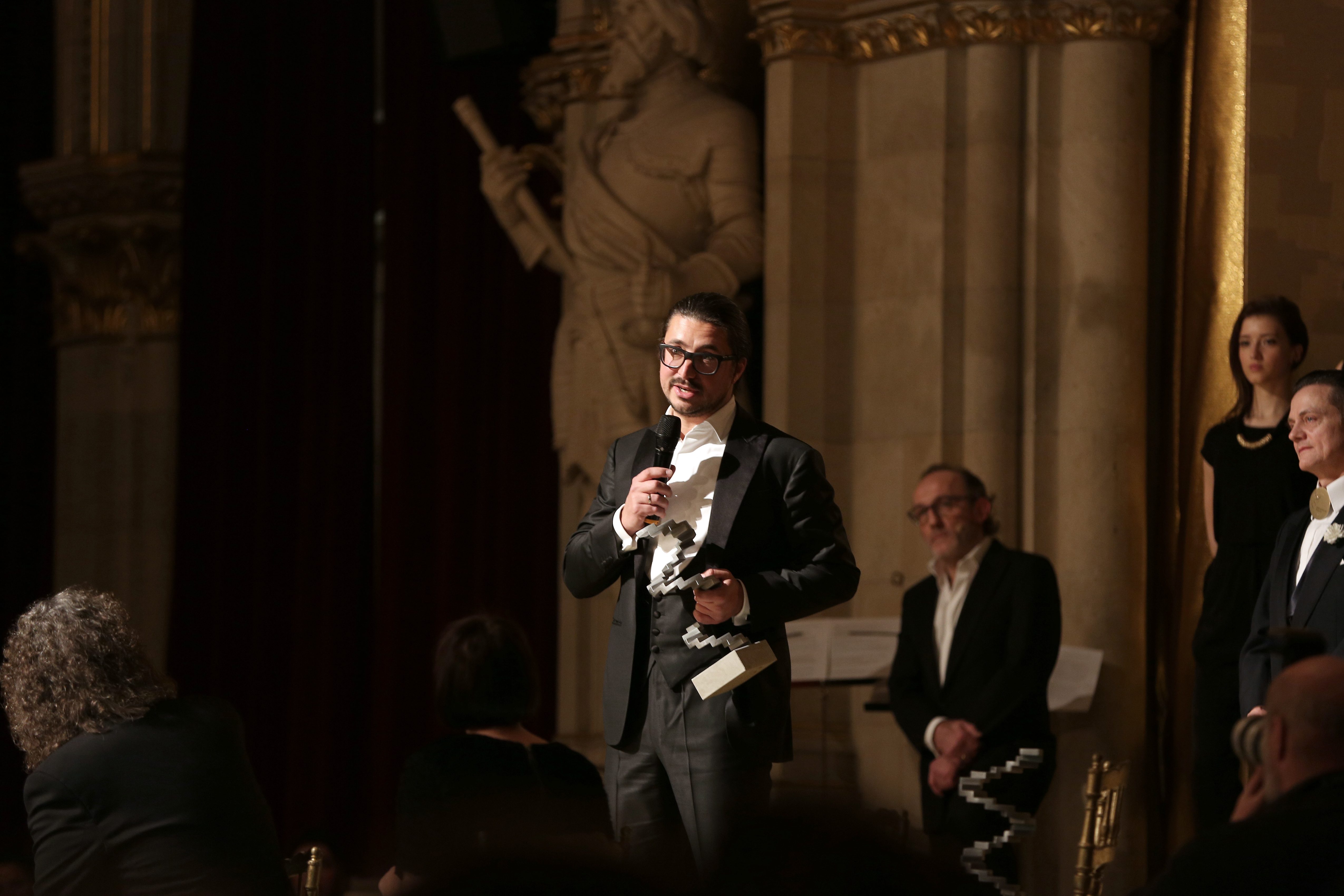
Thomas Kiennast

- Thomas Kiennast – Das finstere Tal
  - Georg Geutebrück – Risse im Beton
  - Klemens Hufnagl – Macondo

### Bestes Kostümbild

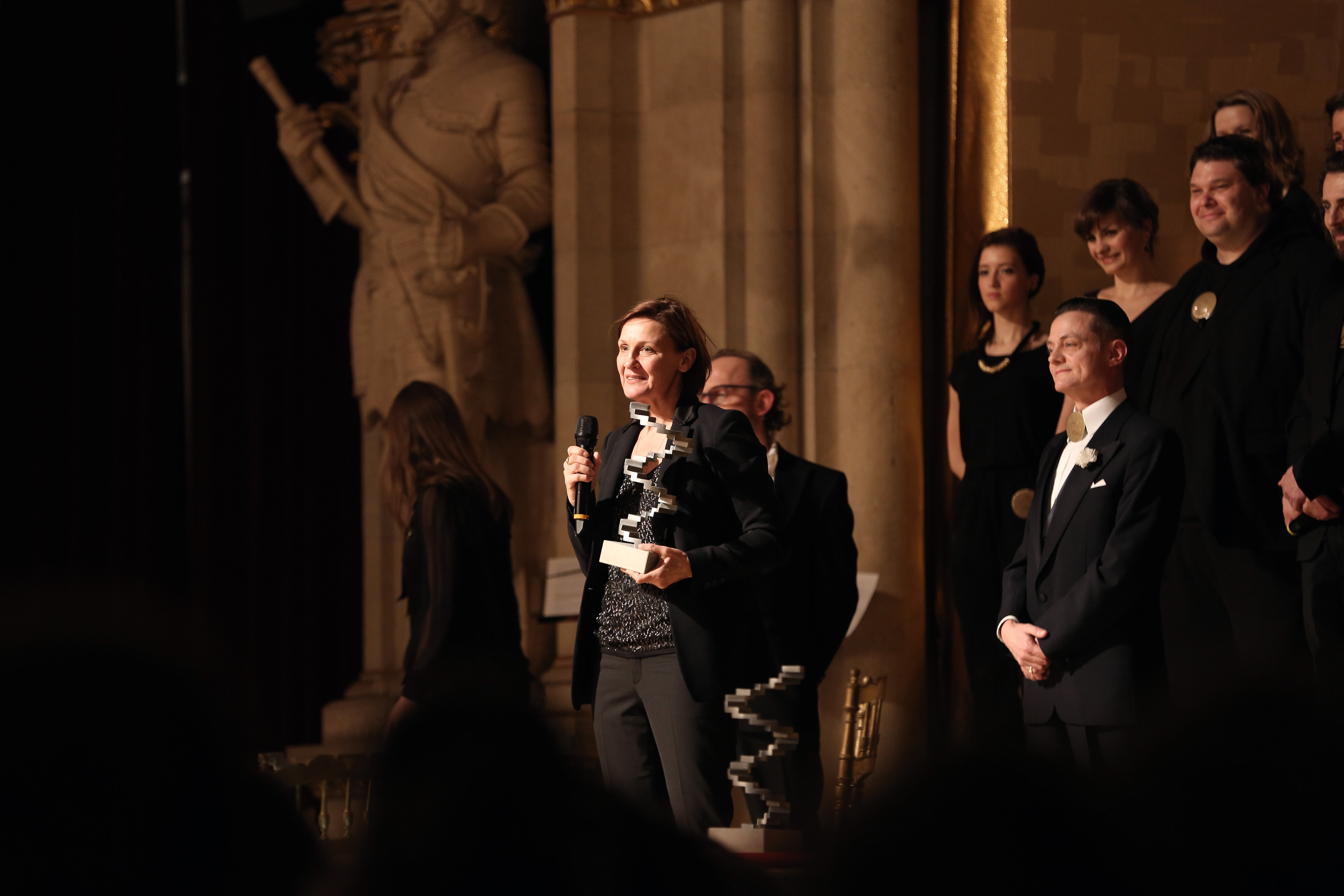
Natascha Curtius-Noss

- Natascha Curtius-Noss – Das finstere Tal
  - Tanja Hausner – Amour Fou
  - Birgit Hutter – Der Teufelsgeiger

### Beste Maske

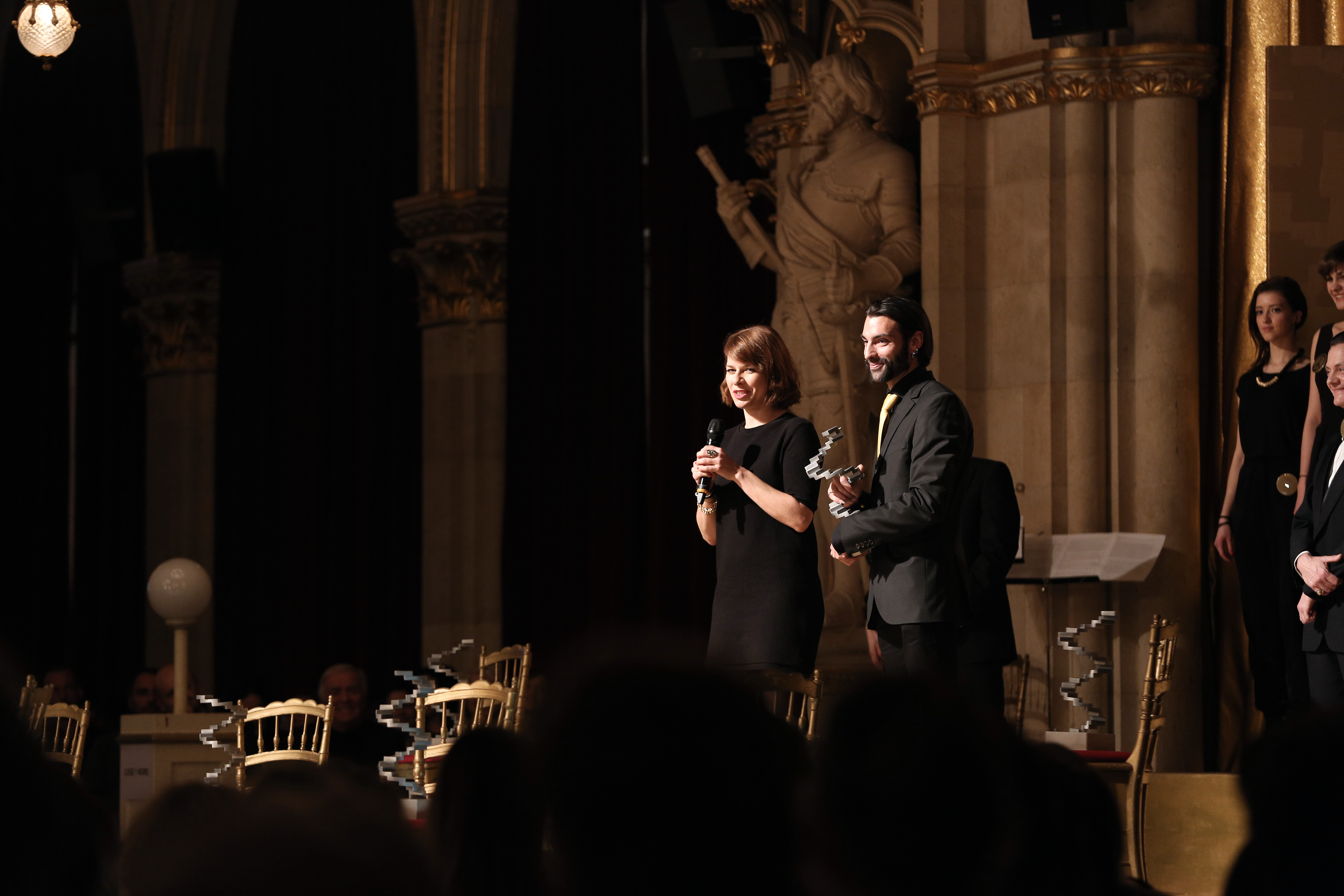
Helene Lang und Roman Braunhofer

- Helene Lang und Roman Braunhofer – Das finstere Tal
  - Monika Fischer-Vorauer und Karoline Strobl – Die Mamba
  - Heiko Schmidt und Kerstin Gaecklein – Amour Fou

### Beste Musik
- Matthias Weber – Das finstere Tal

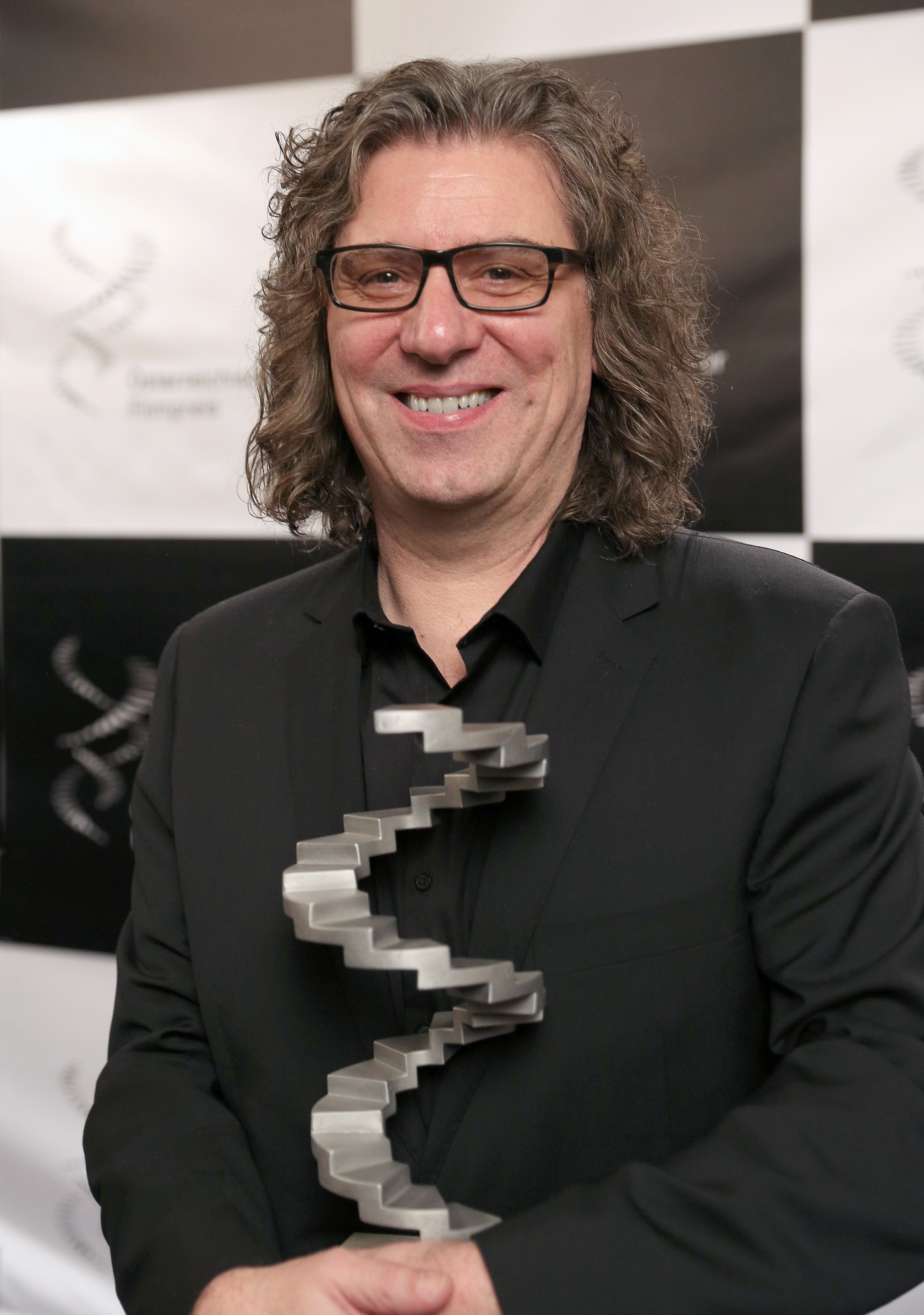
Matthias Weber

  - Anna Müller – Attention – A Life in Extremes
  - Marcus Nigsch – Die Mamba

### Bester Schnitt
- Karina Ressler – Amour Fou
  - Karin Hammer – High Performance – Mandarinen lügen nicht
  - Claudia Linzer – Risse im Beton

### Bestes Szenenbild
- Claus Rudolf Amler – Das finstere Tal
  - Christoph Kanter – Der Teufelsgeiger
  - Katharina Wöppermann – Amour Fou

### Beste Tongestaltung
- Dietmar Zuson, Christof Ebhardt und Tschangis Chahrokh – Das finstere Tal
  - Walter Amann, Philipp Mosser, Reinhard Schweiger und Bernhard Maisch – Bad Fucking
  - Atanas Tcholakov und Bernhard Maisch – Macondo

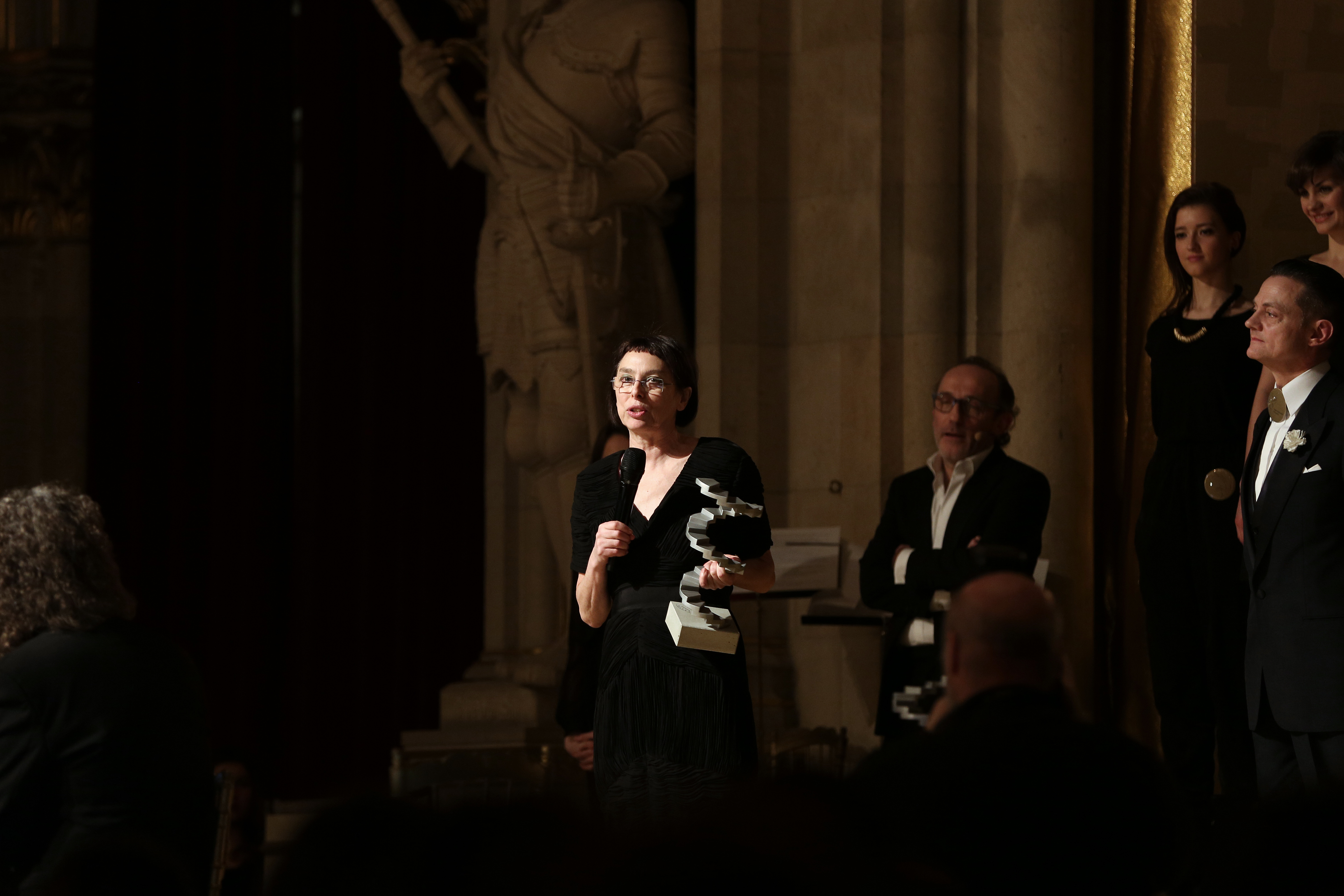
Karina Ressler
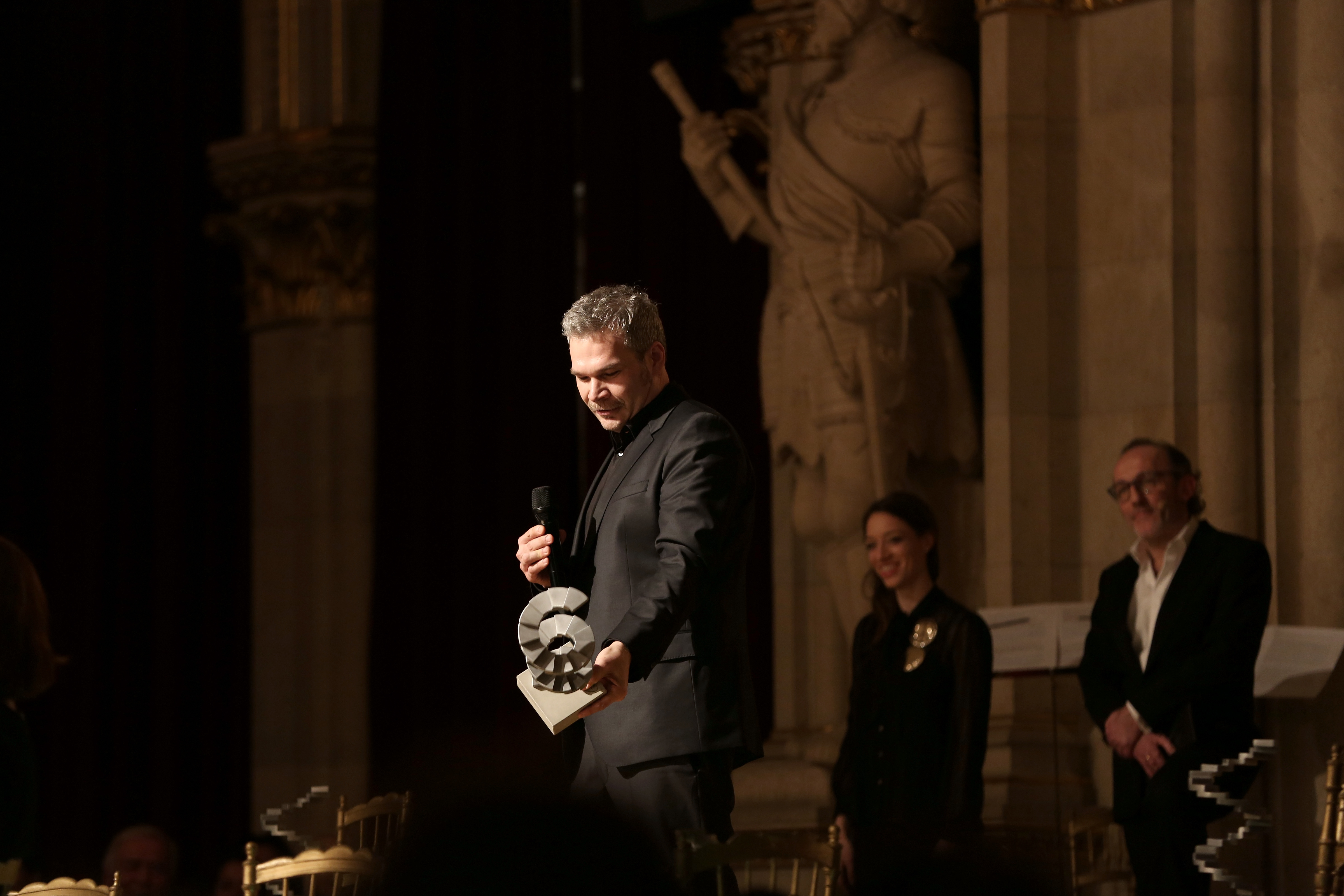
Claus Rudolf Amler
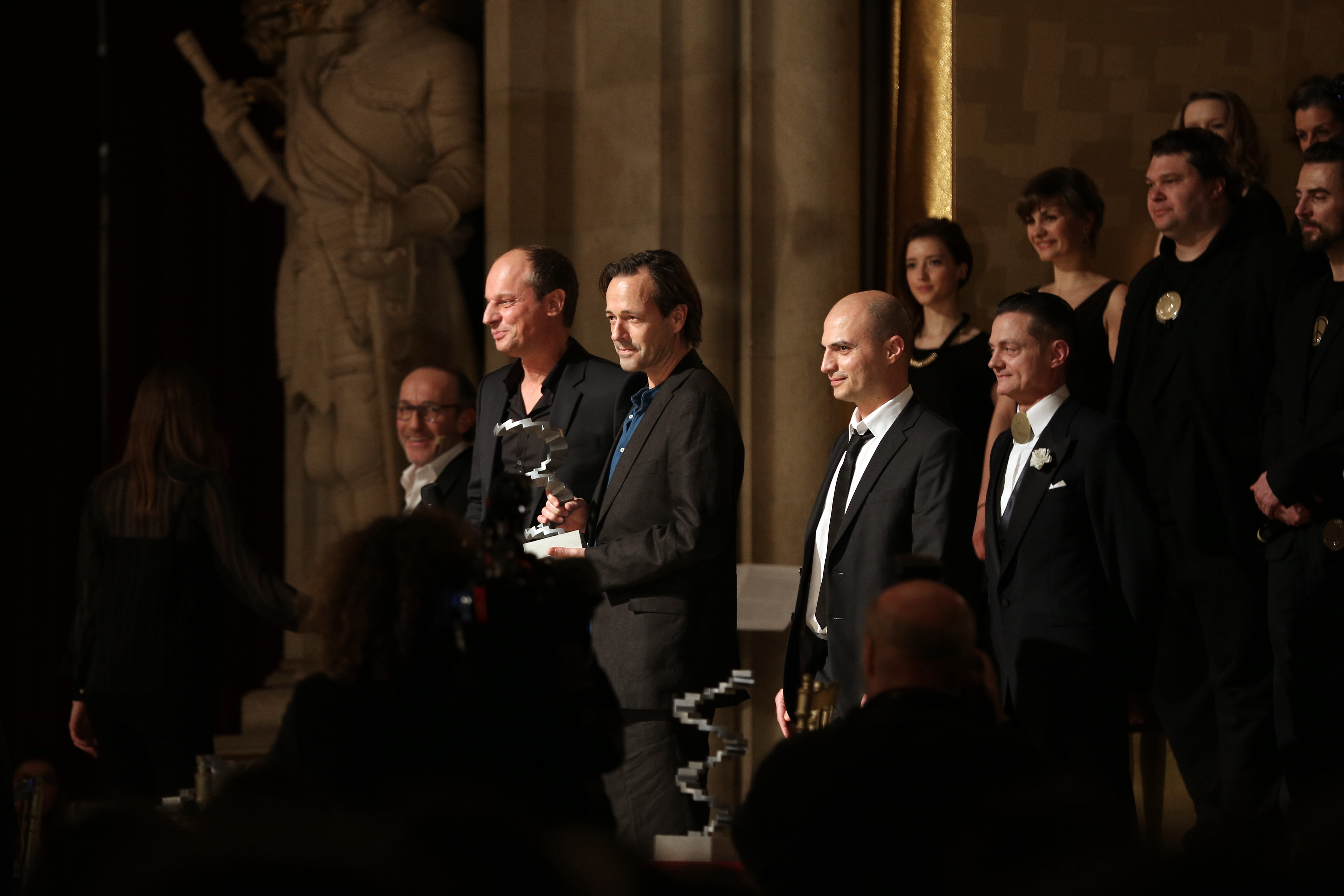
Dietmar Zuson, Christof Ebhardt und Tschangis Chahrokh